# Lerga
Lerga è un comune spagnolo di 90 abitanti situato nella comunità autonoma della Navarra.